# أيه إي كي لارنكا
أيه إي كي لارنكا هو فريق كرة سلة قبرصي للمحترفين تأسس في سنة 1994 يقع مقره في لارنكا. يلعب في الدوري القبرصي ودوري أبطال أوروبا لكرة السلة.

## أبرز اللاعبين
من أبرز اللاعبين الذين لعبوا معه:
- أنتوني أندرسن
- ديماركو جونسون
- موريس بيكر
- ريمون فان دي هير

## وصلات خارجية
- الموقع الرسمي